# Licuala leptocalyx
Licuala leptocalyx är en enhjärtbladig växtart som beskrevs av Karl Ewald Maximilian Burret. Licuala leptocalyx ingår i släktet Licuala och familjen Arecaceae. Inga underarter finns listade i Catalogue of Life.